# Heveli
Heveli ali Heveljani, včasih tudi Havolani (nemško Heveller ali Stodoranen, poljsko Hawelanie ali Stodoranie, češko Havolané ali Stodorané) so bili pleme Polabskih Slovanov, od 8. stoletja naseljeno ob srednjem toku reke Havel v sedanji brandenburški pokrajini Havelland.
Zahodnoslovanska plemena (Vendi) so bili od 7. stoletja naseljeni v regiji Germania Slavica (Slovanska Germanija). Heveli, kot jih omenja anonimni Bavarski geograf, so okoli leta 830 zgradili svojo glavno trdnjavo v Brenni, kasnejšem Brandenburgu na Havelu in veliko oporišče v sedanjem Spandauu. Leta  906 se je hevelska princesa Dragomira poročila s přemyslidskim vojvodom Vratislavom I. Hevelom je v letih 921-936 vladal knez Bačlabič.
Brenno je na svojem pohodu proti Slovanom leta 928/929  zasedel nemški kralj Henrik Ptičar in jo vključil v svojo Marco Geronis. Henrikov naslednik Oton I. je leta 948 ustanovil škofijo Brandenburg, da bi pokristjanil pogansko prebivalstvo. Njegova prizadevanja je prekinila velika slovanska vstaja leta 983 v Severni marki, ki je znova kljubovala nemški oblasti nad regijo. Heveli so skupaj s sosednjimi Sprevani na vzhodu vodili vojno ne le proti nemškim saškim silam na zahodu, ampak tudi proti drugim slovanskim plemenom.
Pokristjanjeni hevelski knez Pribislav (umrl 1150) je svoja ozemlja zapustil askanskemu grofu Albertu Medvedu. Albert je do leta 1157 ponovno osvojil ozemlje nekdanje Severne marke in nato ustanovil mejno grofijo Brandenburg. Slovanske Hevele so med Ostsiedlung postopoma asimilirali nemški naseljenci.

## Vir
- genealogie-mittelalter.de (nemško)